# Рубен Рамирез Идалго
Рубен Рамирез Идалго (шп. Rubén Ramírez Hidalgo; рођен 6. јануара 1978. у Аликантеу) је бивши шпански тенисер који је свој најбољи пласман у синглу достигао 2. октобра 2006. када је заузимао 50. место на АТП листи. Омиљена подлога му је шљака на којој је освојио бројне челенџере и ушао у финала три АТП турнира 2007. године.
Најбољи резултат на гренд слем турнирима остварио је на Ролан Гаросу 2006. када се пласирао у четврто коло пошто је елиминисао 15. носиоца Давида Ферера.
4. августа 2016. победом над Антом Павићем у другом колу челенџера у Ченгдуу постао је први играч са 400 победа на челенџер турнирима.
Тениску каријеру је завршио у септембру 2017.

## АТП финала

### Парови: 3 (0–3)
| Легенда                        |
| ------------------------------ |
| Гренд слем турнири (0–0)       |
| Завршно првенство сезоне (0–0) |
| АТП мастерс 1000 (0–0)         |
| АТП 500 (0–0)                  |
| АТП 250 (0–3)                  |

| Финала по подлози |
| ----------------- |
| Тврда (0–0)       |
| Шљака (0–3)       |
| Трава (0–0)       |

| Финала по локацији |
| ------------------ |
| Отворено (0–3)     |
| Дворана (0–0)      |

| Исход     | Бр. | Датум             | Турнир                  | Подлога | Партнер         | Противници                        | Резултат         |
| --------- | --- | ----------------- | ----------------------- | ------- | --------------- | --------------------------------- | ---------------- |
| Финалиста | 1.  | 4. фебруар 2007.  | Виња дел Мар, Чиле      | Шљака   | Алберт Монтањес | Пол Капдевиље Оскар Ернандез      | 6–4, 4–6, [6–10] |
| Финалиста | 2.  | 18. фебруар 2007. | Коста до Саипе, Бразил  | Шљака   | Алберт Монтањес | Лукаш Длухи Павел Визнер          | 2–6, 6–7(4–7)    |
| Финалиста | 3.  | 25. фебруар 2007. | Буенос Ајрес, Аргентина | Шљака   | Алберт Монтањес | Мартин Гарсија Себастијан Пријето | 4–6, 2–6         |